# Léonard Périer
Pour les articles homonymes, voir Périer.
 (octobre 2016).
Si vous disposez d'ouvrages ou d'articles de référence ou si vous connaissez des sites web de qualité traitant du thème abordé ici, merci de compléter l'article en donnant les références utiles à sa vérifiabilité et en les liant à la section « Notes et références ».
Léonard Périer né le 9 juillet 1820 à Saint-Jodard (Loire) et mort dans la même ville le 13 août 1866 est un sculpteur français.

## Œuvres dans les collections publiques

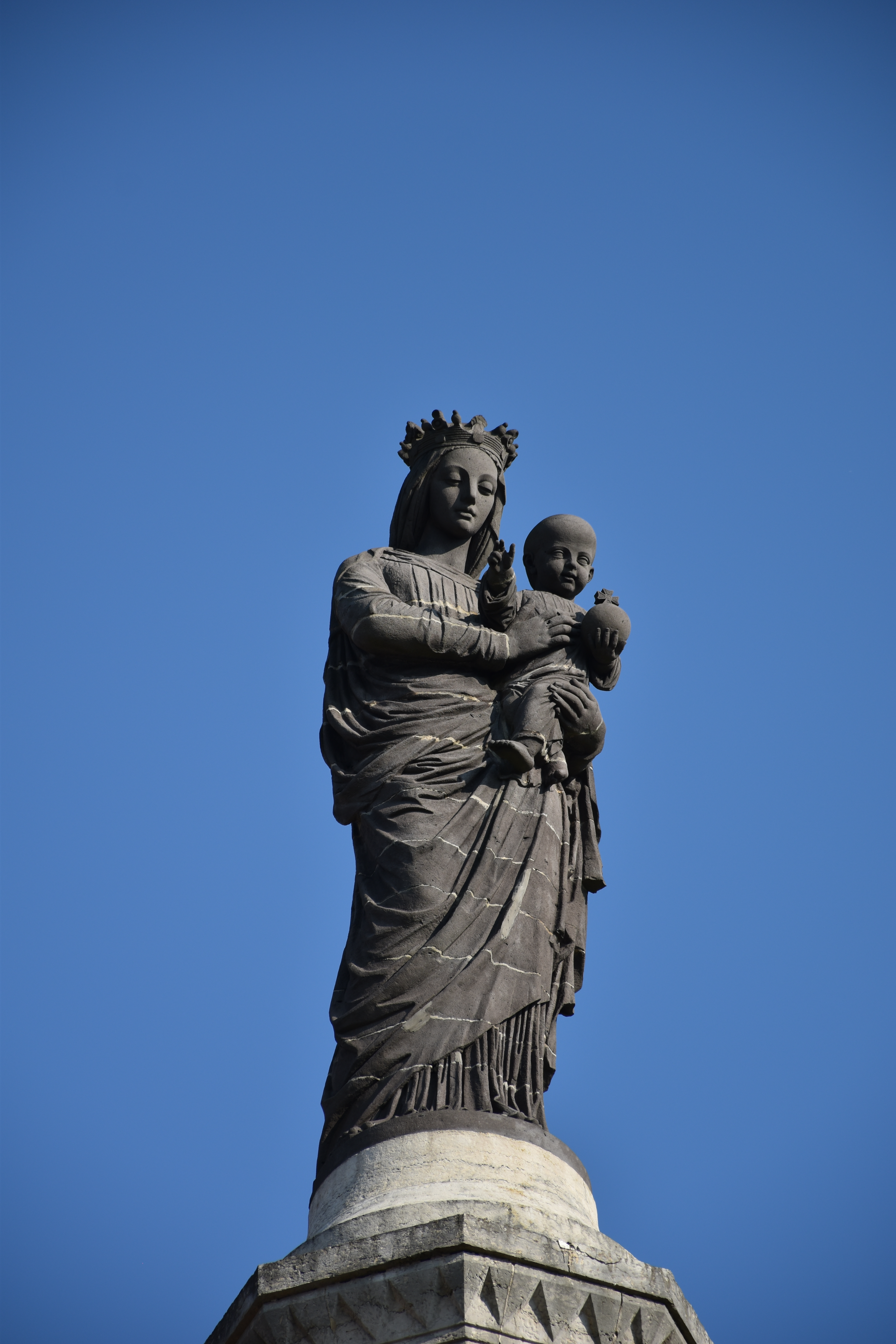
Vierge à l’Enfant, pierre de Volvic, Vienne, colline de Pipet

- Autel en marbre blanc, église de Brignais.
- Vierge, chapelle l'église Saint-Georges de Lyon.
- Vierge à l'Enfant, pierre de Volvic, Vienne, colline de Pipet.